# Reichen Lehmkuhl
Reichen Lehmkuhl, né Richard Allen Lehmkuhl le 26 décembre 1973 à Cincinnati, est un mannequin et acteur américain et ancien officier de l'United States Air Force qui a gagné la saison 4 de l'émission de téléréalité, The Amazing Race. Il était alors en couple avec Chip Arndt. 

## Premières années
Après le divorce de ses parents (père policier et mère infirmière) alors qu'il avait cinq ans, il va habiter à Norton (Massachusetts) et sa mère se remarie. il est diplômé de l'United States Air Force Academy.

## The Amazing Race
Lehmkuhl travaille simultanément comme professeur de physique à la Crossroads School de Santa Monica, pilote instructeur et mannequin occasionnel à Los Angeles, lorsqu'il est approché par le directeur du casting de l'émission The Amazing Race sur CBS. Il est alors en couple avec Chip Arndt. Ils deviennent le premier couple d'hommes à gagner la compétition. Ils se séparent par la suite et Lekhmuhl déménage à Dallas.

## AprèsThe Amazing Race

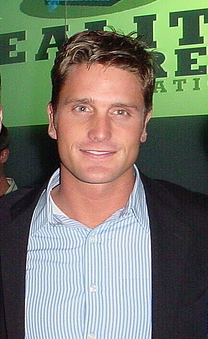
Reichen Lehmkuhl en 2008.

Lehmkuhl joue dans un épisode de Frasier de septembre 2003, en tant que Impossibly Handsome Man. Il anime The Reichen Show sur Q Television, jusqu'à ce que la chaîne cesse en mai 2006. Il fait paraître une autobiographie intitulée Here's What We'll Say, chez Carroll & Graf en octobre 2006 où il traite de son passage dans l'armée de l'air américaine et de la consigne Don't ask, don't tell qui est appliquée dans les milieux de l'armée en ce qui concerne l'orientation sexuelle. Il apparaît régulièrement dans divers sitcoms de la télévision américaine, dans des séries et émissions de téléréalité. Il se fait aussi photographier pour des calendriers. En 2007, il joue le rôle de Trevor dans Dante's Cove sur la chaîne here!. En 2010, il joue le rôle principal de My Big Gay Italian Wedding dans un théâtre off de Broadway (New York). Un certain pourcentage de la vente de la billetterie est alloué à la promotion de la légalisation du mariage entre personnes de même sexe aux États-Unis à travers Broadway Impact.
En juin 2010, Lehmkuhl  et son compagnon d'alors, le mannequin Rodiney Santiago, rejoignent l'équipe de l'émission de téléréalité The A-List: New York, mais le faible taux d'audience entraîne la cessation de l'émission au bout de deux saisons.[réf. souhaitée]

## Vie privée
En juillet 2006, l'ancien membre du groupe 'N Sync, Lance Bass, révèle à People Magazine son homosexualité et qu'il a une relation de couple stable avec Lehmkuhl depuis deux ans. Le couple se sépare en janvier 2007 et reste en bons termes.

## Source
- (en) Cet article est partiellement ou en totalité issu de l’article de Wikipédia en anglais intitulé « Reichen Lehmkuhl » (voir la liste des auteurs).